# 597. pehotni polk (Wehrmacht)
Za druge 597. polke glejte 597. polk.
597. pehotni polk (izvirno nemško Infanterie-Regiment 597) je bil eden izmed pehotnih polkov v sestavi redne nemške kopenske vojske med drugo svetovno vojno.

## Zgodovina
Polk je bil ustanovljen 1. novembra 1940 kot polk 13. vala na področju WK XVII iz delov 522. in 523. pehotnega polka; polk je bil dodeljen 327. pehotni diviziji.
13. četa je bila ustanovljena 1. decembra 1942, medtem ko je bila 15. četa ustanovljena 20. julija istega leta.
15. oktobra 1942 je bil polk preimenovan v 597. grenadirski polk.